# Dash Berlin
Dash Berlin es un grupo neerlandés de trance, progressive trance, y progressive house. En un principio estaba formado por Eelke Kalberg y Sebastiaan Molijn, y poco después se unió Jeffrey Sutorius, quién se convirtió en el DJ del grupo.
En junio de 2018, Sutorius anunció su salida de Dash Berlin, según él, por la mala administración y por problemas de negligencia profesional. Un año después, en junio de 2019, Sutorius volvió a Dash Berlin, mientras que Kalberg y Molijn se fueron del grupo.
Finalmente, en marzo de 2021, Sutorius comunicó que no podía volver a utilizar el nombre de Dash Berlin, cediéndoselo a Kalberg y Molijn.

## Historia
Impulsado por su pasión, actuó en muchos lugares: desde sets de 9 horas seguidas en centros comerciales hasta en las conocidas fiestas ilegales en almacenes de Holanda. Cuando le preguntaron por qué llevaba el nombre de "Berlín" en su nombre artístico, Jeffrey Sutorius contestó "Es un elogio a la metrópolis y su fascinante paisaje urbano, ¿dónde has visto más de un millón de personas bailando en la calle, con el espíritu de una Europa en constante evolución?".
A principios de 2006, se asoció con algunos compañeros y amigos, Molijn & Kalberg , que eran clientes habituales de su tienda de discos. "Estos tipos son todo unos visionarios y unos fantásticos magos en el estudio de música. Son la base de mi sonido" dice Jeff: "Y todavía aprendo de ellos todos los días". Juntos diseñaron un sonido nuevo muy ambicioso y sin precedentes en la música Trance, que rápidamente fue catalogado como el "Sonido Dash Berlin". Aunque Dash es un fuerte creyente en la conciencia política, su mensaje es muy simple: "Se trata de pasar un buen rato", declaró, "El arte de celebrar la vida retumba dentro de cada uno de nosotros".
En 2007, Armin van Buuren develó al mundo su nuevo descubrimiento y publicó en su disco Universal Religion el sencillo debut de Dash Berlin "Till The Sky Falls Down". El tema se convirtió en uno de los más célebres himnos en todo el mundo aquel año y sigue siendo uno de los esbozos del renacimiento de la nueva música Trance. El videoclip en blanco y negro que se hizo para la versión de radio (radiomix) se rodó en el corazón de la propia ciudad de Berlín. Es un grandísimo trabajo en el que se empleó lo último en fotografía digital, que además logró evitar los clichés acerca de los videoclips de la música de baile contemporánea. 
A comienzos del año 2009, y bajo el firma de Armada Music, surgieron los planes de expandir el universo de Dash Berlin pero con su propio sello "Aropa"que representa una perspectiva vanguardista de alta calidad para las producciones y colaboraciones de Dash Berlin. El sello además sería una base sólida para impulsar el talento y artistas conocidos con formas de pensar muy parecidas. "El sello Aropa incluye una connotación más profunda" dice Dash, "También se identifica con el principio del arte compartido, inspiración y creatividad". La primera novedad es "Man on the Run", una potente colaboración con los compañeros de Armada Music, Cerf, Mitiska & Jaren. El tema subió como la espuma en las listas de Trance internacionales y recibió la prestigiosa nominación a la "Mejor Canción Trance" en los Trance Annual Awards.
Octubre de 2009 trajo el nuevo y aclamado álbum debut de Dash Berlin "The New Daylight", que además de ser una variada colección de estilos, contenía temas clásicos instantáneos como "Till The Sky Falls Down", "Man On The Run", "Waiting" y "Never Cry Again". El año 2009 terminó con un bombazo, cuando los oyentes votaron por un gran número de canciones y remixes de Dash Berlin en el "A State of Trance End Of Year 2009". En episodio "A State of Trance 436, Top 20 of 2009" "Man On The Run" finalizó en un destacado número 5 de la lista y el sencillo "Waiting" llegó a estar a la par con el número uno de la lista aunque terminó en un más que respetable segundo lugar.
En enero de 2010, comenzó su gira "New Daylight 2010 World Tour" en Australia y debido a la abrumadora demanda pública, el "Pájaro Holandés" programó ir a todos los rincones del mundo, desde los clubs más concurridos y de moda a festivales de miles de personas. Dash Berlin conecta con su público de una forma mágica que ha originado un seguimiento por todo el mundo. Este efecto cuenta con el respaldo de una presencia masiva en Internet a través de Twitter, Facebook, MySpace y otras redes sociales y plataformas. Sus incodicionales fanes votan por él cuando más importa y este apoyo tan leal se vio reflejado en un asombroso puesto número 20 en la Dj's List a principios de año. Esto también le hizo ocupar puestos de honor en el "Trance.nu Future Stage" en el Trance Energy y en la celebración del ASOT 450, que son dos de los más importantes y esenciales festivales de música Trance del mundo. Los votos de los años anteriores le premiaron con la estimada nominación al artista con más futuro; este año Dash Berlin ha sido nominado nada menos que tres veces para los International Dance Music Awards" (premios internacionales de la música dance). Su vertiginoso crecimiento como dj queda latente cuando, en 2010, entra directamente el número 15 en el Top 100 popular DJ's de la revista DJmag, siendo el ingreso más alto en la lista, puesto que años anteriores no había conseguido entrar dicha lista.
En febrero, Dash Berlin, puso el listón muy alto con un el videomix en Youtube, "FlashBack", con una duración de 42 minutos, que recibió más de 100.000 visitas en a penas unas pocas semanas desde de su publicación en Youtube. Otros vídeos de Dash Berlin están batiendo récords también con millones de visitas desde todas las partes del planeta. Con su aplicación para IPhone este trabajador deejay reafirma su forma de pensar siempre más allá empleando los recursos multimedia. 
En marzo de 2010, tras realizar las mezclas de algunas de las compilaciones más conocidas de la Armada Music, Dash Berlin publicó su primer álbum oficial de remezclas titulado "The New Daylight: The Remixes".
Desde 2011 Dash Berlin publica mensualmente un recopilatorio con los mejores temas del mes con su "Dash Berlin Top 15".
En 2012 con la presentación de su nuevo disco #MusicisLife, anuncio una nueva gira mundial la cual tuvo inicio en la ciudad de México la cual contó con presentaciones especiales de Emma Hewitt, Jonathan Mendelsohn y Chris Maddin.
En junio de 2012 Dash Berlin atreves de su canal de Youtube hace público un video titulado "Dash Berlin - The Official Video Hit Mix" el cual es un mix de todos sus videos hasta ese entonces.
En noviembre de 2012 tras el anuncio del "A State of Trance 600" Dash Berlin mediante las redes sociales hizo público un comentario que textualmente decía que "posiblemente no estaría presente en el ASOT 600" el cual desencadenó una serie de comentarios por parte de los fanes cuestionando por qué no estaría presente, esto también causó automáticamente una respuesta  sobre el comentario por parte de Armin van Buuren cuestionando el porqué de ese comentario, más tarde se hizo un comunicado que toda la información acerca de ese posible “problema” iba a ser aclarado en la transmisión del  "A State of Trance 589", ya durante el especial, se confirmaría la presencia de Dash Berlin en la gira mundial del "A State Of Trance 600" y que todo hizo suponer que fue un malentendido.
El 18 de junio de 2018, Jeffrey Sutorious anunció a través de un comunicado de prensa que abandonaría el grupo, mientras cortaba sus conexiones con Kalberg, Molijn y la Agencia Vanderkleij. Reveló que Molijn y Kalberg habían registrado el nombre "Dash Berlin" bajo sus propios nombres mientras lo dejaban fuera, dejándolo legalmente incapacitado para actuar como Dash Berlin. Nuevos intentos de conciliación a través de abogados y tribunales habían fracasado, y Sutorious también fue bloqueado para acceder a las cuentas de redes sociales del grupo después de cortar los lazos con sus antiguos socios.

## 2014: We Are / Dragonfly
El 3 de marzo de 2014, Dash sacó a la venta su sencillo "Dragonfly", con la colaboración de la DJ Carita la Nina, bajo el sello Revealed Recordings, dejando temporalmente al género Trance , para experimentar con el género House y Big Room House.
El 29 de agosto de 2014, Dash saca a la venta su álbum de estudio "We Are, Part. 1", en donde encontramos colaboraciones con Syzz, John Dahlbäck, 3LAU y otros. También, días anteriores anunció que "We Are" tendrá una segunda parte.

## Discografía

### Álbumes de estudio
- The New Daylight (2010)
- #musicislife (2012)
- We Are (Part 1) (2014)
- We Are (Part 2) (2017)

### DJ Compilations
- Armada Night:The After (2010)
- United Destination 2010 (2010)
- United Destination 2011 (2011)
- United Destination 2012 (2012)
- United Destination 4 (2013)

### Sencillos
- Dash Berlin ft Vera Kramer - Till The Sky Falls Down (2007)
- Dash Berlin ft Cerf, Mitiska & Jaren - Man On The Run (2008)
- Dash Berlin ft Emma Hewitt - Waiting (2008)
- Dash Berlin ft. Idaho - To Be The One (2009)
- Dash Berlin ft Rowland Steyn & Nina Deli - End Of Silence (2009)
- Dash Berlin ft DJ REMY - Renegade (2009)
- Dash Berlin ft Kate Walsh - The Night Time (2009)
- Dash Berlin - Surround Me (2009)
- Dash Berlin ft Kate Walsh - Never Cry Again (2010)
- Dash Berlin & Solid Sessions - Janeiro (2010)
- Dash Berlin ft Shanokee - Feel U Here (2010)
- Dash Berlin ft Susana - Wired (2010)
- Dash Berlin ft Sarah Howells & Secede - Believe In You (2010)
- Dash Berlin - Earth Hour (2011)
- Dash Berlin ft Emma Hewitt - Disarm Yourself (2011)
- Dash Berlin ft Jonathan Mendelsohn - Better Half Of Me (2011)
- Dash Berlin ft ATB - Apollo Road con (2011)
- Dash Berlin ft Jonathan Mendelsohn - World falls Apart (2012)
- Dash Berlin ft Sarah Howells - Go It Alone (2012)
- Dash Berlin feat. Chris Madin - Silence In Your Heart (2012)
- Dash Berlin feat. Emma Hewitt - Like Spinning Plates (2012)
- Dash Berlin feat. Kate Walsh - When You Were Around (2012)
- Dash Berlin feat. Chris Madin - Fool For Life (2012)
- Dash Berlin with Shogun - Callisto (2012)
- Dash Berlin feat. Shanokee - Surrender (2012)
- Dash Berlin feat. Hoyaa - Aviation (2012)
- Dash Berlin & Alexander Popov feat. Jonathan Mendelsohn - Steal You Away (2013)
- Dash Berlin & Christina Novelli - Jar of Hearts (2013)
- Dash Berlin & Carita La Nina  - Dragonfly (2014)
- Dash Berlin & Rigby - Earth Meets Water (2014)
- Dash Berlin & Jay Cosmic ft Collin McLoughlin - Here Tonight (2014)
- Dash Berlin & 3LAU ft Bright Lights - Somehow (2014)
- Dash Berlin ft. Roxanne Emery - Shelter (2014)
- Dash Berlin & Syzz ft. Adam Jensen - Leave It All Behind (2014)
- Dash Berlin & Disfunktion ft. Chris Arnott - People Of The Night (2014)
- Dash Berlin ft. Christon Rigby - Underneath the Sky (2014)
- Dash Berlin & John Dahlbäck ft BullySongs - Never Let You Go (2015)
- Dash Berlin & Syzz - This Is Who We Are (2015)
- Dash Berlin & DubVision ft Jonny Rose - Yesterday is Gone  (2015)
- Dash Berlin vs. Clément BCX - I Take Care  (2015)
- Dash Berlin - Heroes Of The Storm  (2015)
- Dash Berlin & DBSTF feat. Jake Reese, Waka Flocka & DJ Whoo Kid - Gold (2016)
- Dash Berlin & Luca Perra - Without The Sun (2016)
- Dash Berlin feat. Do - Heaven (2016)
- Dash Berlin feat. Christina Novelli - Listen To Your Heart (2017)
- Dash Berlin feat. Bo Bruce - Coming Home (2017)
- Dash Berlin & Matt Simons - With You (2017)
- Dash Berlin feat. Haneri - We Don't Belong (2017)
- Dash Berlin & Savi feat. KO - Home (2017)
- Dash Berlin feat. Arjay and Jonah - Love Out Loud (2017)
- Dash Berlin & DBSTF feat. Josie Nelson - Save Myself (2018)
- Dash Berlin feat. Jonathan Mendelsohn - Locked Out Of Heaven (2019)
- Dash Berlin - Wild At Heart (2020)
- Dash Berlin feat. HALIENE - New Dawn (2020)
- Dash Berlin feat. Jess Ball - Chasin' The Sun (2020)
- Dash Berlin feat. Roxanne Emery - Lighting The Bridges (2020)
- Dash Berlin & Timmo Hendriks - Keep Me Close (2020)
- Dash Berlin feat. Gid Sedgwick - See In The Dark (2020)
- Dash Berlin feat. Jordan Grace - No Regrets (2020)
- Dash Berlin & Blackcode feat. Charlie Miller - Skies (2020)
- Dash Berlin feat. Tim Morrison - Souls of The Ocean (2020)
- Dash Berlin & ANG - Firefly (2021)
- Dash Berlin - You Broke Me First [Tate McRae] (2021)

### Remixes
- Cerf, Mitiska & Jaren – You Never Said (Dash Berlin Remix) (2008)
- Medina – You & I (Dash Berlin Remix) (2009)
- Depeche Mode – Peace (Dash Berlin Remix) (2009)
- Armin van Buuren vs. Sophie Ellis-Bextor – Not Giving Up on Love (Dash Berlin 4AM Mix) (2010)
- Filo & Peri feat Audrey Gallager – This Night (Dash Berlin Remix) (2011)
- First State feat Sarah Howells – Reverie (Dash Berlin Remix) (2011)
- Lange – Touched (Dash Berlin's 'Sense Of Touch' Remix) (2011)
- Morning Parade – A&E (Dash Berlin Remix) (2011)
- Band of Horses – The Funeral (Dash Berlin Rework) (2012)
- 2Pac feat Dr. Dre – California Love (Dash Berlin Rework) (2012)
- Dash Berlin vs Coldplay – Ticking Clocks (Dash Berlin's Essential 'Warmplay' Rework) (2012)
- Ferry Corsten feat Betsie Larkin – Not Coming Down (Dash Berlin 4AM Remix) (2012)
- Dash Berlin Ft. Emma Hewitt – Like Spinning Plates (Dash Berlin's #UD2012 Rework) (2012)
- OneRepublic – If I Lose Myself (Dash Berlin Remix) (2013)
- Dash Berlin ft. Chris Madin – Fool For Life (Dash Berlin 4AM Remix) (2013)
- Hardwell ft. Amba Shepherd – Apollo (Dash Berlin 4AM Remix) (2013)
- Krewella – Live for the Night (Dash Berlin Remix) (2013)
- Zedd ft. Matthew Koma & Miriam Bryant - Find You (Dash Berlin Remix) (2014)
- John Legend – All of Me (Dash Berlin Rework) (2014)
- Cash Cash Feat. John Rzeznik – Lightning (Dash Berlin 4AM Remix) (2014)
- Lost Frequencies – Are You With Me (Dash Berlin Remix) (2015)
- Martin Garrix feat. Usher – Don't Look Down (Dash Berlin Remix) (2015)
- Dash Berlin ft. Emma Hewitt – Waiting (Dash Berlin 2015 Miami Remix) (2015)
- Major Lazer & DJ Snake feat. MØ – Lean On (Dash Berlin & DJ Isaac Rework) (2015)
- Clément Bcx – I Take Care (Dash Berlin Remix) (2015)
- Alesso feat. Sirena – Sweet Escape (Dash Berlin EDC 2015 Rework) (2015)
- Calvin Harris feat. Ellie Goulding – Outside (Dash Berlin Remix) (2015)
- Adele - Hello (Dash Berlin Rework) (2015)
- Adam Lambert - Ghost Town (Dash Berlin Rework) (2016)
- Alan Walker - Faded (Dash Berlin Remix) (ULTRA 2016)
- MNEK & Zara Larsson  - Never Forget You (Dash Berlin  Remix)(ULTRA 2016)
- Lukas Graham  - 7 Years  (Dash Berlin  Remix)(ULTRA 2016)
- The White Stripes  - Seven Nation Army  (Dash Berlin Rework)(ULTRA 2016)
- Eurythmics  - Sweet Dreams  (Dash Berlin  Remix)(ULTRA 2016)
- Calvin Harris ft. Rihanna - This Is What You Came For (Dash Berlin Remix) (ULTRA EUROPE 2016)
- Justin Timberlake - Can't Stop The Feeling (Dash Berlin Remix) 2016
- Kygo - Raging ft. Kodaline (Dash Berlin Rework) (2016)
- Redone feat. Enrique Iglesias, R. City, Serayah & Shaggy - Don't You Need Somebody (Dash Berlin Remix) (2016)
- EXO - Power (Dash Berlin Remix) (2017)
- Clean Bandit ft. Zara Larsson - Symphony (Dash Berlin Remix) (2017)
- Gareth Emery ft. Christina Novelli - Concrete Angel (Dash Berlin Remix) (2017)
- Lost Frequencies & Zonderling - Crazy (Dash Berlin Remix) (2018)
- Frank Walker feat. Callum Stewart - Footprints (Dash Berlin Remix) (2018)
- Gabriel & Dresden pres. Motorcycle - As The Rush Comes (Dash Berlin Remix) (2018)
- Dash Berlin ft. Jonathan Mendelsohn - Locked Out Of Heaven (Dash Berlin 4M Mix) (2019)
- San Holo - Lost Lately (Dash Berlin Remix) (2019)
- Myon ft. Icon - Cold Summer (Dash Berlin Remix) (2019)
- GATTUSO X Damon Sharpe - When In Rome (Dash Berlin Remix) (2019)
- Marco V - Come Back Home (Dash Berlin Remix) (2019)
- Laidback Luke & Marc Benjamin - We're Forever (Dash Berlin Remix) (2019)
- Sam Feldt & Sigma feat. Gia Koka - 2 Hearts (Dash Berlin Remix) (2020)
- Nicky Romero feat. Moa Lisa - Stay (Dash Berlin Remix) (2020)
- Steve Aoki feat. Kita Sovee & Julien Marchal - Closer To God (Dash Berlin Remix) (2020)
- GATTÜSO feat. Kat Nestel - Walk On Water (Dash Berlin Remix) (2020)
- Darius & Finlay - Clothes Off (Nanana) (Dash Berlin Remix) (2020)
- Blasterjaxx feat. Amanda Collis - Rescue Me (Dash Berlin Remix) (2021)
- Dash Berlin - In The End (4AM Mix) (2021)
- Hillsong United - Oceans (Dash Berlin Remix) (2021)
- Dash Berlin - Oceans (Robbie Seed Remix) (2021)

## Ranking DJmag
| DJ          | 2010 | 2011 | 2012 | 2013 | 2014 | 2015 | 2016 | 2017 |
| ----------- | ---- | ---- | ---- | ---- | ---- | ---- | ---- | ---- |
| Dash Berlin | 15°  | 8°   | 7°   | 10°  | 14°  | 15°  | 17°  | 20°  |